# 25143 Itokawa
25143 Itokawa (denumirea provizorie 1998 SF36) este un obiect sub-kilometric apropiat de Pământ din grupul Apollo și un asteroid potențial periculos. A fost descoperit de programul LINEAR în 1998 și ulterior numit după inginerul de rachete japonez Hideo Itokawa. Asteroidul de tip S în formă de arahidă are o perioadă de rotație de 12,1 ore și măsoară aproximativ 330 metri (1.080 ft) în diametru. Datorită densității sale scăzute și porozității mari, Itokawa este considerată a fi o grămadă de moloz, constând din numeroși bolovani de diferite dimensiuni, mai degrabă decât dintr-un singur corp solid.
A fost primul asteroid care a fost ținta unei misiuni de returnare a unei probe, a sondei spațiale japoneze Hayabusa, care a colectat peste 1500 de particule de praf de regolit de pe suprafața asteroidului în 2005. De la întoarcerea sa pe Pământ în 2010, mineralogia, petrografia, chimia și raporturile izotopice ale acestor particule au fost studiate în detaliu, oferind perspective asupra evoluției Sistemului Solar. Itokawa a fost cel mai mic asteroid fotografiat și vizitat de o navă spațială înainte de misiunea DART la Dimorphos în 2022.

## Descoperire și numire
Itokawa a fost descoperit pe 26 septembrie 1998 de astronomi cu programul Lincoln Near-Earth Asteroid Research (LINEAR) la situl de testare experimentală al Laboratorului Lincoln de lângă Socorro, New Mexico, în Statele Unite. A primit denumirea provizorie 1998 SF36. Arcul de observare al corpului începe cu prima sa observație de către Sloan Digital Sky Survey cu doar o săptămână înainte de observația sa oficială a descoperirii. Planeta minoră a fost numită în memoria savantului japonez de rachete Hideo Itokawa (1912–1999), care este considerat părintele ingineriei spațiale japoneze. Citația de numire a fost publicată de Minor Planet Center pe 6 august 2003 (M.P.C. 49281).

## Orbită și clasificare
Itokawa aparține asteroizilor Apollo. Sunt asteroizi care traversează orbita Pământului și cel mai mare grup dinamic de obiecte din apropierea Pământului, cu aproape 10.000 de membri cunoscuți. Itokawa orbitează în jurul Soarelui la o distanță de 0,95–1,70 UA o dată la 18 luni (557 de zile; semiaxa mare de 1,32 AU). Orbita sa are o excentricitate de 0,28 și o înclinație de 2 ° față de ecliptică. Are o distanță minimă de intersecție orbitală a Pământului mică de 0,0131 UA (1.960.000 km), care corespunde la 5,1 distanțe lunare.

## Explorare
În 2000, a fost selectată ca țintă a misiunii Hayabusa din Japonia. Sonda a ajuns în vecinătatea lui Itokawa pe 12 septembrie 2005 și inițial a „parcat” pe o linie asteroid-Soare la 20 kilometri (12 mi) și mai târziu 7 kilometri (4,3 mi), de la asteroid (gravitația lui Itokawa a fost prea slabă pentru a oferi o orbită, așa că nava spațială și-a ajustat orbita în jurul Soarelui până s-a potrivit cu cea a asteroidului). Hayabusa a aterizat pe 20 noiembrie timp de treizeci de minute, dar nu a reușit să opereze un dispozitiv conceput pentru a colecta probe de sol. Pe 25 noiembrie, a fost încercată o a doua secvență de aterizare și eșantionare. Capsula cu mostra a fost returnată pe Pământ și a aterizat la Woomera, Australia de Sud, pe 13 iunie 2010, în jurul orei 13:51 UTC (23:21 local). Pe 16 noiembrie 2010, Agenția Japoneză de Explorare Aerospațială a raportat că praful colectat în timpul călătoriei lui Hayabusa provenea într-adevăr de la asteroid.

### Forme de relief
Numele formelor de relief majore au fost propuse de oamenii de știință Hayabusa și acceptate de Grupul de lucru pentru Nomenclatura Sistemelor Planetare al Uniunii Astronomice Internaționale. De asemenea, echipa științifică Hayabusa folosește nume de lucru pentru formele de relief mai mici.   Următoarele tabele listează numele formelor de relief de pe asteroid. Nu au fost dezvăluite convenții de denumire pentru formele de relief pe Itokawa.

#### Cratere
Zece cratere de impact de pe suprafața Itokawa au fost numite pe 18 februarie 2009.
| Crater       | Coordonate              | Diametru (km) | Data Aprobării | Numit După | Ref   |
| ------------ | ----------------------- | ------------- | -------------- | --- | ----- |
| Catalina     | 17°S 14°E / 17°S 14°E   | 0,02          | 2009           | Stația Catalina (observator astronomic) din Arizona, Statele Unite                                                                   | WGPSN |
| Fuchinobe    | 34°N 91°V / 34°N 91°V   | 0,04          | 2009           | Fuchinobe în Sagamihara, Japan | WGPSN |
| Gando        | 76°S 155°V / 76°S 155°V | n.a.          | 2009           | Gando, Insulele Canare; stație de lansare spaniolă                                                                                   | WGPSN |
| Hammaguira   | 18°S 155°V / 18°S 155°V | 0,03          | 2009           | Hammaguir, Algeria; sit de lansare și zonă de testat rachete franceză abandonată în deșertul Sahara                                  | WGPSN |
| Kamisunagawa | 28°S 45°E / 28°S 45°E   | 0,01          | 2009           | Kamisunagawa, oraș din Hokkaido, Japonia, unde se află o instalație de testare a microgravitației                                    | WGPSN |
| Kamoi        | 6°N 116°V / 6°N 116°V   | 0,01          | 2009           | Orașul japonez Kamoi în Yokohama, locația fabricii NEC Toshiba Space Systems Ltd.                                                    | WGPSN |
| Komaba       | 10°S 102°E / 10°S 102°E | 0,03          | 2009           | Komaba în Meguro, Japonia, unde se află Institutul de Științe Spațiale și Astronautice                                               | WGPSN |
| Laurel       | 1°N 162°E / 1°N 162°E   | 0,02          | 2009           | Orașul american Laurel în Maryland, unde APL/JHU se află                                                                             | WGPSN |
| Miyabaru     | 40°S 116°V / 40°S 116°V | 0,09          | 2009           | Situl radar al Centrului Spațial Uchinoura din Japonia                                                                               | WGPSN |
| San Marco    | 28°S 41°V / 28°S 41°V   | n.a.          | 2009           | Platforma San Marco, o veche platformă petrolieră de lângă Kenya, care a servit drept rampă de lansare pentru nave spațiale italiene | WGPSN |

#### Regiuni
Regio sau regiones sunt zone mari marcate prin reflectivitate sau diferențe de culoare față de zonele adiacente în geologia planetară. Următoarele regiuni au fost numite pe Itokawa.
| Regio            | Coordonate              | Diametru (km) | Data Aprobării | Numit După | Ref   |
| ---------------- | ----------------------- | ------------- | -------------- | --- | ----- |
| Arcoona Regio    | 28°N 202°E / 28°N 202°E | 0.16          | Feb. 18, 2009  | Arcoona, Australia | WGPSN |
| LINEAR Regio     | 40°S 232°E / 40°S 232°E | 0.12          | Feb. 18, 2009  | Lincoln Near-Earth Asteroid Research                                                                                      | WGPSN |
| MUSES-C Regio    | 70°S 60°E / 70°S 60°E   | 0.3           | 2006           | MUSES-C, numele sondei Hayabusa înainte de lansare                                                                        | WGPSN |
| Ohsumi Regio     | 33°N 207°E / 33°N 207°E | 0.14          | Feb. 18, 2009  | Peninsula Ōsumi | WGPSN |
| Sagamihara Regio | 80°N 15°E / 80°N 15°E   | 0.23          | 2006           | Sagamihara, un oraș din Japonia unde se află Institutul de Științe Spațiale și Astronautice                               | WGPSN |
| Uchinoura Regio  | 40°N 90°E / 40°N 90°E   | 0.07          | 2006           | Uchinoura, un oraș din Japonia (acum parte din Kimotsuki), locația Centrului Spațial Uchinoura, locul de lansare Hayabusa | WGPSN |
| Yoshinobu Regio  | 39°S 117°E / 39°S 117°E | 0.16          | Feb. 18, 2009  | Platformă de lansare în Centrul Spațial Tanegashima, Japonia                                                              | WGPSN |

## Caracteristici fizice

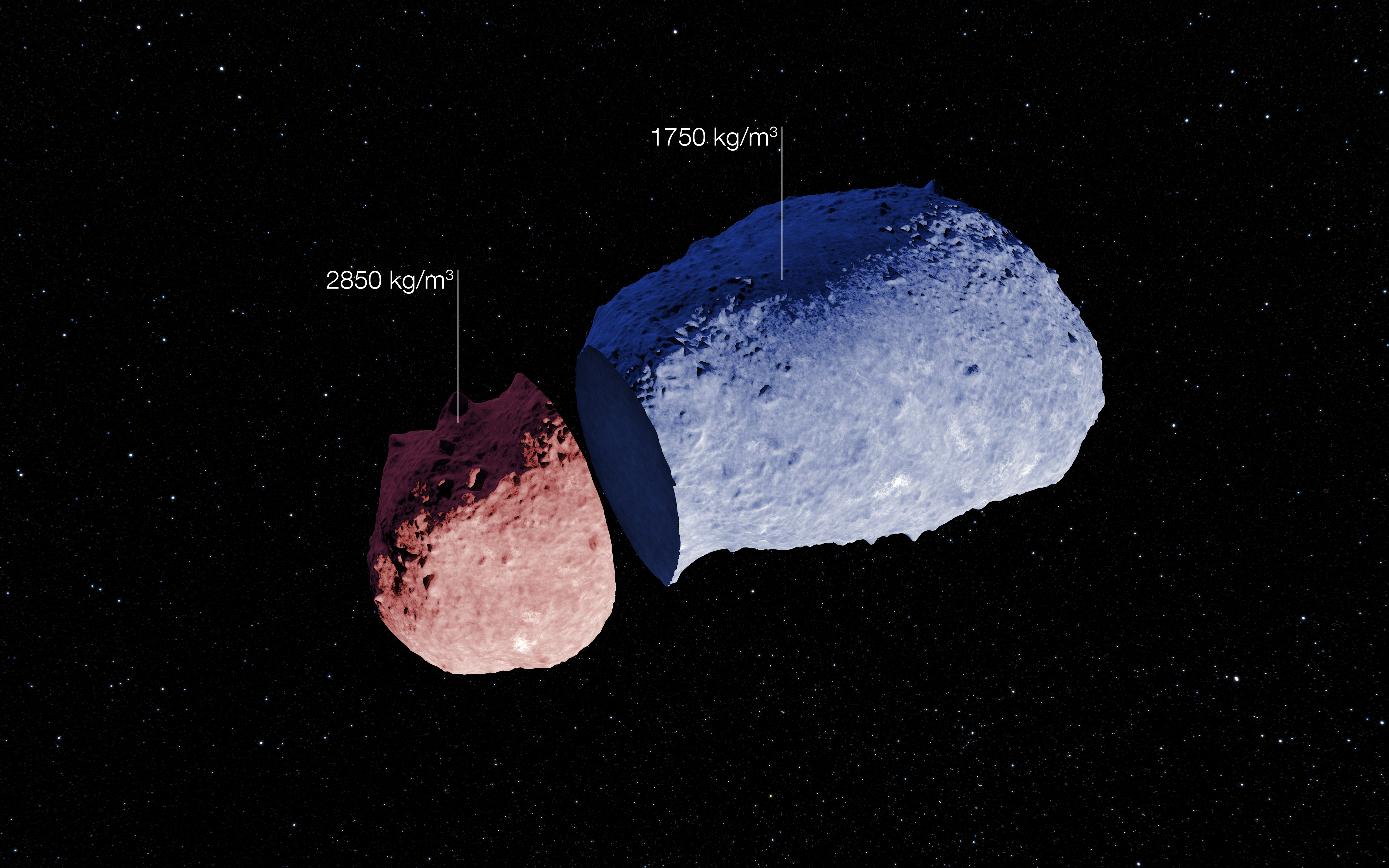
Schema celor doi lobi ai lui Itokawa separați unul de celălalt. Densitățile lor divergente sugerează că acestea au fost corpuri de sine stătătoare care au intrat în contact mai târziu, făcând grămada de moloz, de asemenea, un probabil sistem binar de contact.

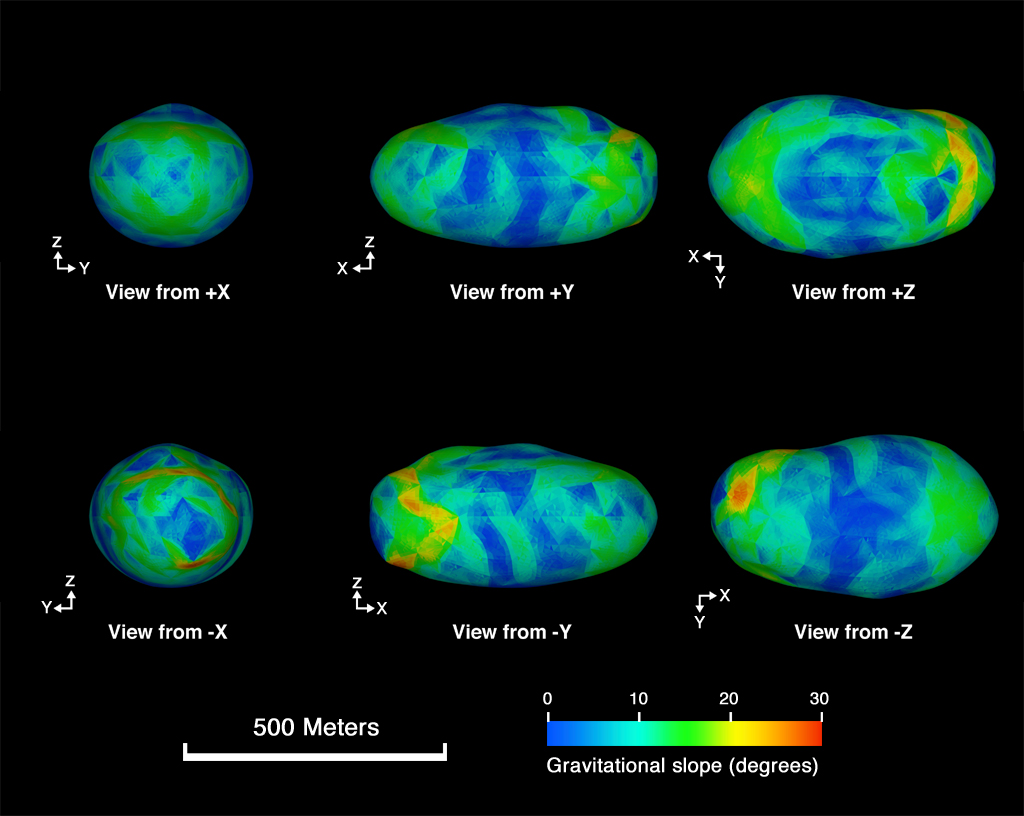
Modelul de formă preliminar al lui Itokawa bazat pe observațiile radar efectuate de Goldstone și Arecibo

Itokawa este un asteroid pietros de tip S. Imaginile radar realizate de Goldstone în 2001 au observat un elipsoid de 630±60 metri lungime și de 250±30 metri lățime.
Misiunea Hayabusa a confirmat aceste descoperiri și a sugerat, de asemenea, că Itokawa ar putea fi un sistem binar de contact format din doi sau mai mulți asteroizi mai mici care au gravitat unul spre celălalt și s-au lipit împreună. Imaginile Hayabusa arată o lipsă surprinzătoare de cratere de impact și o suprafață foarte aspră împânzită cu bolovani, descrise de echipa misiunii drept o grămadă de moloz. În plus, densitatea asteroidului este prea scăzută pentru a fi făcut din rocă solidă. Aceasta ar însemna că Itokawa nu este un monolit, ci mai degrabă o grămadă de moloz format din fragmente care s-au unit de-a lungul timpului. Pe baza măsurătorilor efectului Yarkovsky–O'Keefe–Radzievskii–Paddack, se estimează că o mică secțiune din Itokawa are o densitate de 2,9 g/cm³, în timp ce o secțiune mai mare este estimată a avea o densitate de 1,8 g/cm3. 

### Perioadă de rotație și poli
Din 2001, un număr mare de curbe de lumină rotaționale ale lui Itokawa au fost obținute din observații fotometrice. Analiza celei mai bune curbe de lumină de către Mikko Kaasalainen a dat o perioadă de rotație siderală de 12,132 ore cu o variație mare a luminozității de 0,8 magnitudini, care indică forma nesferică a asteroidului (U=3). În plus, Kaasalainen a determinat și două axe de rotație de (355,0°, -84,0°) și (39°, -87,0°) în coordonate ecliptice (λ, β). Măsurătorile alternative ale curbei de lumină au fost făcute de Lambert (12 h), Lowry (12,1 și 12.12 h), Ohba (12,15 h), Warner (12,09 h), Ďurech (12,1323 h), și Nishihara (12,1324 h).

### Compoziție
Numărul din 26 august 2011 a revistei Science a dedicat șase articole descoperirilor bazate pe praful pe care Hayabusa îl colectase de pe Itokawa. Analiza oamenilor de știință a sugerat că Itokawa a fost probabil compus din fragmente interioare ale unui asteroid mai mare care s-a destrămat. Se crede că praful colectat de pe suprafața asteroidului a fost expus acolo timp de aproximativ opt milioane de ani.
Oamenii de știință au folosit tehnici variate de chimie și mineralogie pentru a analiza praful de pe Itokawa. S-a descoperit că compoziția lui Itokawa se potrivește cu tipul obișnuit de meteoriți cunoscuți sub numele de „ condrite obișnuite cu conținut scăzut de fier total și metale”.  O altă echipă de oameni de știință a stabilit că culoarea închisă a fierului de pe suprafața lui Itokawa a fost rezultatul abraziunii de către micrometeoroizi și particule de mare viteză de la Soare, care au transformat colorarea normală albicioasă a oxidului de fier.

#### Rezultate Hayabusa 2018
Două grupuri separate raportează apă în particule de pe Itokawa diferite. Jin și colab. raportează apă în boabe de piroxen cu conținut scăzut de calciu. Nivelul izotopilor din apă corespunde cu nivelurile izotopilor din apă din condritele carbonice și Sistemului Solar interior. Daly și colab. raportează „OH și H2O " aparent format prin implantarea hidrogenului vântului solar. Bordurile unei particule de olivină „prezintă o îmbogățire de până la ~1,2% în OH și H2O”.  Concentrațiile de apă ale boabelor de pe Itokawa ar indica un conținut estimat de apă BSI (Bulk Silicate Itokawa) în conformitate cu apa Pământului și că Itokawa a fost un „asteroid bogat în apă”. 

#### Rezultate Hayabusa 2020
La Conferința de Știință Lunară și Planetară din 2020, un al treilea grup a raportat apă și substanțe organice, printr-o a treia particulă de la Hayabusa - RA-QD02-0612 sau „Amazon”. Olivina, piroxenul și albitul conțin apă.Compozițiile izotopice indică o origine extraterestră clară.

#### Rezultate Hayabusa 2021
A fost publicat un alt raport al grupului lui Daly care susține teoria conform căreia o sursă mare de apă a Pământului provine din atomii de hidrogen transportați de particulele vântului solar care se combină cu oxigenul de pe asteroizi și apoi ajung pe Pământ în praful spațial. Folosind tomografia cu probă atomică, studiul a găsit molecule de hidroxid și apă pe suprafața unei singure granule din particulele extrase de pe asteroidul Itokawa de sonda spațială japoneză Hayabusa. 
Iazuri de praf sunt identificate în asteroid. Sunt un fenomen în care buzunare de praf sunt văzute în corpurile cerești fără o atmosferă semnificativă. Depozitele netede de praf se acumulează în depresiuni de pe suprafața corpului (ca craterele), contrastând cu terenul stâncos din jurul lor.  În regiunile Sagamihara și Muses, mări de iazuri cu praf de asteroizi au fost identificate. Particulele de praf aveau o dimensiune care varia de la milimetri la mai puțin de un centimetru.